# Zonitis cyanipennis
Zonitis cyanipennis is een keversoort uit de familie van oliekevers (Meloidae). De wetenschappelijke naam van de soort is voor het eerst geldig gepubliceerd in 1862 door Francis Polkinghorne Pascoe. De soort werd aangetroffen in Melbourne (Australië).